# The Girl and the Dreamcatcher
 (avril 2020).
Le contenu est difficilement compréhensible vu les erreurs de traduction, qui sont peut-être dues à l'utilisation d'un logiciel de traduction automatique.
The Girl and the Dreamcatcher est un duo de musique pop actif entre 2015 et 2016 formé par Dove Cameron et Ryan McCartan, co-stars de la série Liv et Maddie.
Après avoir réalisé régulièrement des reprises sur YouTube, le couple forme officiellement un duo en 2015 avec leur premier single Written in the Stars. Leur premier EP, Negatives, sort le 29 juillet 2016, mais leur séparation en octobre 2016 entraîne la fin du duo.

## Membres
- Dove Cameron est une actrice et auteure-compositrice-interprète américaine née le 15 janvier 1996 à Seattle dans l'État de Washington. Elle tient les rôles titres de la série Liv et Maddie.
- Ryan McCartan est un acteur et chanteur américain né le 14 juin 1993 au Minnesota aux États-Unis. Il tient le rôle récurrent de Diggie Small, le petit ami de Maddie, dans la série.

## Histoire

### Formation (2014-2015)
Pendant le tournage de la série Liv et Maddie, Dove Cameron et Ryan McCartan se rencontrent et commencent une relation amoureuse. Ils forment ainsi un couple dans la société ainsi qu'à l'écran, car Maddie, le personnage joué par Cameron, sort avec Diggie, le personnage joué par McCartan.
En juillet 2014, ils ont créé une chaîne YouTube sur laquelle ils pourraient poster régulièrement des vidéos d'eux reprenant d'autres chansons de plusieurs artistes. La première est At Last I See The Light de la bande originale du classique Disney en 2010, Raiponce.
Fin mai 2015, Dove Cameron annonce que le couple a officiellement formé un duo de musique pop et que leur premier single sortira très prochainement ; puis en septembre 2015, le nom de scène du duo est dévoilé : The Girl and the Dreamcatcher. Ce même mois, ils sont à l'affiche du film fantastique basé sur un œuvre de R. L. Stine, Monsterville : Le Couloir des horreurs, sorti directement en vidéo.
Le 2 octobre 2015, ils sortent leur premier single Written in the Stars chez le label GDC Record, un label qui va collaborer avec eux tout au long de leur carrière. Pour la promotion de Noël de l'année, ils reprennent deux chansons en tant que singles officiels : All I Want for Christmas Is You de Mariah Carey et Have Yourself a Merry Little Christmas de Judy Garland,.

### Premier EP (2016)
Au début de l'année 2016, ils annoncent le quatrième single de leur carrière Glowing in the Dark, prévu pour le 29 janvier 2016. Ils vont ensuite réaliser Someone You Like, sorti en clip lyrics le 8 avril 2016. Quelques jours après, Ryan McCartan annonce sur son compte Instagram que le couple est fiancé.
En mai 2016, ils annoncent qu'ils vont prochainement sortir leur premier extented play, ayant comme titre de travail Negatives. Le mois suivant, le 17 juin, ils sortent leur sixième single Make You Stay. Dans le clip vidéo, l'acteur Luke Benward, la co-star de Dove Cameron dans le téléfilm Cloud 9 : L'Ultime Figure, apparaît.
En juillet 2016, ils commencent la promotion de leur EP, dont la date de sortie est prévue pour le 29 juillet 2016 sur iTunes. Des jours avant cette date, quatre chansons sont alors sorties quotidiennement dans cet ordre : My Way, Monster, Cry Wolf, Gladiator. Il est ensuite révélé qu'en plus de ces quatre nouvelles chansons, l'EP contient aussi deux singles déjà réalisés : Glowing in the Dark et Make You Stay.
En octobre 2016, Ryan McCartan annonce la séparation soudaine du couple après seulement six mois de fiançailles. À la suite de cette annonce, il est confirmé que le duo connaît sa fin.

## Discographie

### Extented play
- 2016 : Negatives

### Singles
- 2015 : Written in the Stars
- 2015 : All I Want for Christmas Is You
- 2015 : Have Yourself a Merry Little Christmas
- 2016 : Glowing in the Dark
- 2016 : Someone You Like
- 2016 : Make You Stay

### Clips vidéo
- 2015 : Written in the Stars
- 2015 : All I Want for Christmas Is You
- 2015 : Have Yourself a Merry Little Christmas
- 2016 : Glowing in the Dark
- 2016 : Make You Stay